# Marie Schrader
Marie Schrader (de soltera Lambert) es un personaje ficticio que aparece principalmente en la serie de AMC Breaking Bad y teniendo una participación especial en su serie derivada Better Call Saul. Creada por Vince Gilligan e interpretada por Betsy Brandt, es la hermana de Skyler White, la esposa de Hank y la cuñada de Walter White.
En la serie, Marie trabaja como tecnóloga radiológica. No duda en ofrecer consejos a los demás, pero a menudo no practica lo que predica. Ella roba compulsivamente, aparentemente un síntoma manifiesto de cleptomanía, un comportamiento por el cual acude a un terapeuta. Parece egocéntrica y superficial, pero se preocupa profundamente por su esposo y la familia de su hermana. Casi todos sus artículos domésticos y de ropa son tonos del color púrpura.[cita requerida]

## Biografía del personaje
Nacida como Marie Lambert, es tecnóloga radiológica y vive con su esposo Hank, un agente de la DEA, en Albuquerque, Nuevo México. Walter White (esposo de la hermana mayor de Marie, Skyler) se entera de que tiene cáncer de pulmón, pero inicialmente se lo oculta a su familia, junto con Marie y Hank. Una vez que Walt le revela esto a Marie, Hank y su hijo Walter Jr., Marie le dice a Skyler (quien ya lo sabe) sobre la formación de un "equipo de ensueño de oncología". Después de que Walt inicialmente rechaza el tratamiento, Marie se pone del lado de él. En el baby shower de Skyler, Marie le regala una costosa tiara de bebé de oro blanco, para gran irritación de Hank. Cuando Skyler va a devolver la tiara, la retienen en la tienda. Resulta que Marie lo robó, pero Skyler coincide con su descripción. Ella finge ponerse de parto, persuadiéndolos para que la dejen ir. Skyler luego confronta a Marie sobre el robo, pero Marie lo niega con calma.

#### Temporada 2
Skyler luego se niega a responder las llamadas telefónicas de Marie. Marie y Hank discuten sobre si intentó o no programar una cena con Skyler de una manera que entre en conflicto con otra cita que tiene para terapia, lo que revela que Marie va a terapia de mala gana por problemas no especificados. Hank visita a Skyler y le pide que se reconcilie con Marie. Skyler responde enojada, afirmando que su situación es peor que la de su hermana. Hank y Skyler se dan cuenta de que el otro sabe sobre la cleptomanía de Marie. En una comida al aire libre para celebrar el ascenso de Hank, Skyler exige que Marie se disculpe por haberle dado a Skyler la tiara robada, o abrirá una brecha irreversible entre ellos; Marie entre lágrimas lo hace. Después de que Hank comienza a sufrir un trastorno de estrés postraumático, habiendo escapado a duras penas de un tiroteo contra Tuco Salamanca y un bombardeo en El Paso, Marie se convierte en una fuente importante de consuelo y apoyo para él.

#### Temporada 3
Ese apoyo se fortalece cuando Hank es suspendido después de golpear a Jesse Pinkman, después de hacerle creer que Marie tuvo un accidente mientras investigaba su conexión con el narcotraficante "Heisenberg". Después de que Marco y Leonel Salamanca, primos de Tuco casi matan a un Hank desarmado y lo deja en estado crítico con cuatro heridas de bala, Marie reprende al jefe y al compañero de Hank Steven Gómez cuando se entera de que le habían quitado el arma (debido a la suspensión), dejándolo indefenso. Marie no sabe qué hacer cuando se entera de que su plan de salud no proporcionará la cantidad y la calidad de la fisioterapia que Hank necesita para recuperar por completo el uso de sus piernas. Skyler propone que ella y Walt paguen las cuentas, alegando que pueden pagarlo porque Walt se ha convertido en un apostador exitoso (ocultando el hecho de que Walt es el capo de la droga conocido como Heisenberg), a lo que Marie accede. En el hospital, Marie está emocionada ante la perspectiva de que Hank regrese a casa, pero él no parece tan complacido. Más tarde lo saca del hospital después de ganar una apuesta en la que lo masturba durante un baño de esponja.

#### Temporada 4
Hank lucha con la vida en el hogar después de su lesión, le grita a Marie y se preocupa más por recolectar y catalogar minerales; Marie lucha por mantener la compostura mientras cuida a su beligerante esposo. Días después, Marie continúa luchando para lidiar con la depresión cada vez más profunda de Hank mientras se enfrenta a la fisioterapia por haber recibido el disparo. Hank, postrado en cama y amargado, ignora o insulta constantemente a Marie e, incluso después de celebrar una sesión exitosa con su fisioterapeuta, se niega a compartir esa emoción con Marie. Frustrada por la continua frialdad de Hank, Marie reanuda su cleptomanía; ella comienza a robar objetos de casas abiertas de bienes raíces, donde también inventa historias elaboradas sobre quién es ella, pero finalmente es atrapada por una agente de bienes raíces. Un furioso Hank mueve los hilos con un alto oficial de policía para evitar que la acusen.
La convivencia mejora cuando Hank se revitaliza investigando las conexiones de Gus Fring con "Heisenberg", algo que Marie no cree, pero termina descubriendo cuando Gus muere después de que indirectamente amenaza a Walt con matar a toda la familia, haciendo que, angustiada, le pide a la DEA que mantenga protección a la casa 24/7.

#### Temporada 5
Mientras habla del próximo cumpleaños número 51 de Walt con Marie, Skyler comienza a encender un cigarrillo. Cuando Marie comienza a confrontarla por fumar, Skyler le grita "cállate" repetidamente y sufre una crisis nerviosa. Marie confronta a Walt en casa sobre el colapso de Skyler y exige saber la verdad. Walt le cuenta sobre la aventura de Skyler con Ted Beneke y que su colapso se debió al estrés por un reciente accidente que sufrió. Como Walt y Skyler tienen problemas matrimoniales, Marie se ofrece como voluntaria para cuidar a sus hijos, Walter Jr. y Holly durante un par de días mientras resuelven las cosas. Mientras visita a Holly, Skyler, llorosa, tiene la tentación de confesarle a Marie las actividades delictivas de Walt, pero se detiene cuando Marie revela su conocimiento de la aventura de Skyler con Ted, creyendo erróneamente que esta es la razón de la angustia mental de Skyler. Más tarde, Marie anima a Skyler a reconciliarse con Walt para que sus hijos vuelvan a casas.
Todo cambia cuando meses después, Hank descubre las actividades criminales de Walt; comparte esto con Marie, y ella confronta a Skyler. Al enterarse de que Skyler sabía de las actividades de Walt antes de que le dispararan a Hank, Marie abofetea a su hermana y sale corriendo de la habitación. Intenta llevarse a Holly con ella, pero Hank le ordena que devuelva al bebé. Luego le pide a Hank que detenga a Walt. Marie ayuda a Hank a tratar de detener a Walt y Skyler, pero sus intentos se ven frustrados cuando Walt hace un DVD incriminando a Hank principalmente por el dinero que pagó por el tratamiento después del ataque. Marie está ansiosa por ayudar a Hank cuando Jesse acepta confesar los crímenes de Walt. Hank finalmente atrapa a Walt y se lo comunica por teléfono, además de pedirle que sea fuerte para lo que vendrá. Se despiden, sin saber que Hank sería asesinado por Jack Welker; ella inicialmente no se da cuenta de su muerte y se reconcilia con Skyler con la condición de que le cuente todo a Walter Jr. Marie se entera de que Hank está desaparecido cuando Walt secuestra a Holly y finalmente recibe la confirmación de que está muerto. La pandilla de Jack allana la casa de Marie y encuentra la cinta de la confesión de Jesse, lo que lleva a Marie a ser enviada a una casa segura. La muerte de Hank y la responsabilidad de Walter lleva a que la relación entre las hermanas se quiebre; meses después, Marie, pidiendo una tregua, le advierte a Skyler que busque a Walt ya que sabe que ha vuelto a Albuquerque, pero sin que ella lo sepa, Walt está parado en la misma habitación mientras Skyler está hablando por teléfono.

### Better Call Saul
Dos meses después de la muerte de Walt, Marie aparece como testigo contra el abogado Saul Goodman cuando finalmente es arrestado después de pasar meses escondiéndose de la policía. Ella lo acusa de contribuir al asesinato de Hank y se va disgustada cuando el fiscal muestra su voluntad de negociar con él después que Saul crea una historia donde se posiciona como víctima de Walter. Marie asiste al juicio de Saul, donde Saul finalmente confiesa haber habilitado a Walt y expresa dolor cuando reflexiona que esos actos llevaron a la muerte de Hank y Gómez, siendo condenado.

## Concepto y creación
En febrero de 2007, Betsy Brandt fue elegida para Breaking Bad en el elenco principal. Describió a Marie como una "perra" cuando se presentó al personaje por primera vez, pero señaló que eventualmente la audiencia descubriría que ella es más. También tiene experiencias personales con una hermana mayor de una edad mucho mayor que relaciona con la relación de Marie y Skyler. Representar a Marie como una tecnóloga radiológica fue idea de Brandt; ella no quería que Marie fuera doctora o enfermera, sino una profesional médica. A lo largo de la serie, casi siempre se muestra a Marie vistiendo el color púrpura, que el creador Vince Gilligan explicó que es un símbolo de que la engañaron; por ejemplo, Walt y Skyler estaban engañando a Marie sobre quién estaba detrás del negocio de las drogas. Cuando se le preguntó si la escena en la que Marie se entera de que las actividades criminales de Walt casi conducen a la muerte de Hank en la tercera temporada la empujó "al límite", Brandt respondió: "Que de alguna manera estarían dispuestos a poner en peligro la vida de Hank y luego mentirle sobre él– eso es mucho para tragar. El gran momento decisivo fue cuando Marie descubrió que Walt y Skyler estaban dispuestos a hacer eso. Sería bastante difícil [descubrir] que solo Walt lo sabía. ¿Pero el hecho de que Skyler supiera y solo observara a Marie preocuparse por la seguridad de Hank y no decirle nada? Eso es doloroso."
Gilligan reveló que quería que Marie hiciera un cameo en el final de la segunda temporada de Better Call Saul "Klick", pero la sala de escritores se opuso, considerando que la idea distraía al público. Al concebir la historia de El Camino: una película de Breaking Bad, Gilligan consideró incluir a Marie, sintiendo que su inclusión habría sido genial, pero finalmente desistió de la idea debido a sus sentimientos de que la película debería centrarse solo en los personajes más importantes de la vida de Jesse, que Marie no era. Marie finalmente apareció en "Saul Gone", el último episodio de Better Call Saul.

## Análisis
El escritor Brad Klypchak relacionó el comportamiento cleptómano de Marie con el vacío emocional de la abundancia material. En el final de Breaking Bad, se muestra a Marie vestida de blanco y negro en lugar de su púrpura habitual; según Matthew Wilkinson de Screen Rant, esto simboliza su dolor.

## Legado
"Marie's Purple Cake" fue un postre real que se ofreció en la ventana emergente "Breaking Bad Experience" que se inauguró en Los Ángeles en 2019 durante el estreno de El Camino.
En 2023, la banda estadounidense de power-pop Scoopski lanzó una canción llamada "I Agree, Marie" sobre las tendencias a la cleptomanía del personaje. La canción fue elogiada y compartida por Betsy Brandt en su cuenta de Twitter.